# E-psychologia
E-psychologia – porady psychologiczne, udzielane przez terapeutów za pośrednictwem stron internetowych, oraz komunikatorów internetowych (GG, Skype).

## Historia
Rozwój E-psychologii wiąże się z początkiem Internetu. Pierwsze próby komputerowej psychoterapii miały miejsce w 1972 roku w USA na Międzynarodowej Konferencji dotyczącej komunikacji komputerowej. Zaprezentowano tam symulowaną sesje psychoterapeutyczną, która odbyła się dzięki połączeniu komputerowemu pomiędzy uczelnią Stanford a Kalifornijskim Uniwersytetem w Los Angeles.
Wraz ze wzrostem dostępności komputerów oraz sieci, w latach 80, jak grzyby po deszczu, zaczęły pojawiać się nieformalne grupy samopomocy, działające na zasadzie grup dyskusyjnych. Szybko okazało się, że tego rodzaju grupy stwarzają swoim uczestnikom przyjazne środowisko, dające wsparcie emocjonalne w różnego rodzaju życiowych problemach i sytuacjach kryzysowych. Pierwszą organizacją udzielającą profesjonalnej pomocy w zakresie zdrowia psychicznego było, utworzone w 1986 r. i działające do dziś, Ask Uncle Ezra. Były to pierwsze, bezpłatne usługi psychologiczne- przez Internet, skierowane do studentów uniwersytetu Cornell – Ithaca w Nowym Jorku.
W połowie lat 90. zaczęły masowo powstawać organizacje udzielające bezpłatnie, jednorazowych, porad psychologicznych, np. Iwan Goldberg czy John Grohol. W późniejszym okresie pojawiły się również płatne usługi psychologiczne. Dr. Bob Holmes był pierwszym, jak sam podaje, który proponował na własnej stronie, jednorazowe bezpłatne konsultacje, każda następna była już płatna. Ale pionierem usług w tej dziedzinie był David Sommerfild, który pracował z więcej niż 300 klientami w okresie 1995 – 1998 na całym świecie, wykorzystując różne dostępne instrumenty internetowe i programy komputerowe do nawiązywania z pacjentem dłuższej (niż jedna porada) i głębszej relacji terapeutycznej.
W miarę rozwoju rynku usług psychologicznych on-line, powstały duże organizacje zwane e-klinikami (np. MyTherapyNet.com, HelpHorizons.com) zrzeszające wielu terapeutów i dostarczające im internetowych narzędzi do obsługi tego rodzaju działalności (tworzenie stron www, zabezpieczanie informacji przepływających między terapeutą a klientem, zabezpieczanie realizacji opłat za pomoc). W celu uregulowania gwałtownie rozwijającego się nowego obszaru usług psychologicznych powołano do życia w 1997 r. Międzynarodowe Towarzystwo Zdrowia Psychicznego On-line (ISMHO). Celem jego działalności jest m.in. wyznaczanie standardów pomocy on-line, integracja środowiska e-terapeutów oraz prowadzenie projektów badawczych nad e-terapią, w tym nad jej efektywnością.
Pierwsze dane wskazują na to, że jest to efektywny rodzaj pomocy (ok. 92% osób korzystających z takiej pomocy, ocenia ją jako pomocną), a dla wielu (68%) był to pierwszy kontakt z terapią w ogóle, który stał się początkiem głębszej pracy na sobą, niejednokrotnie w bezpośrednim kontakcie z psychoterapeutą. Statystyka z końca XX wieku mówi o blisko 1000 psychologach udzielających usług przez sieć internetową.
W Polsce e-psychologia zaczęła rozwijać się na przełomie wieków. Od 2000 roku działa Portal Pomocy Psychologicznej Psychotekst.pl. Na Portalu od lat działają grupy wsparcia w postaci forum, możliwy jest kontakt z psychologami i psychoterapeutami poprzez  e-mail i czat, dostępne są dziesiątki artykułów psychoedukacyjnych. Od 2009 roku Stowarzyszenie INTRO wraz z Portalem Pomocy Psychologicznej Psychotekst.pl szkolą w udzielaniu pomocy psychologicznej online w Szkole E-Pomocy, w trakcie trwania której możliwe jest bezpłatne skorzystanie z pomocy wolontariuszy u stażystów Punktu Pomocy Online.

## Międzynarodowe Stowarzyszenie Zdrowia Psychicznego w Sieci
Międzynarodowe Stowarzyszenie Zdrowia Psychicznego w Sieci (ang. International Society for Mental Health Online, ISMHO) jest to założone w 1997 roku stowarzyszenie zajmujące się zastosowaniami i rozwojem komunikacji online w kontekście zdrowia psychicznego. Jest to społeczna organizacja non-profit dla psychologów, psychiatrów i wszystkich zainteresowanych tematem pomocy psychologicznej przez Internet.